# 绕圈赛

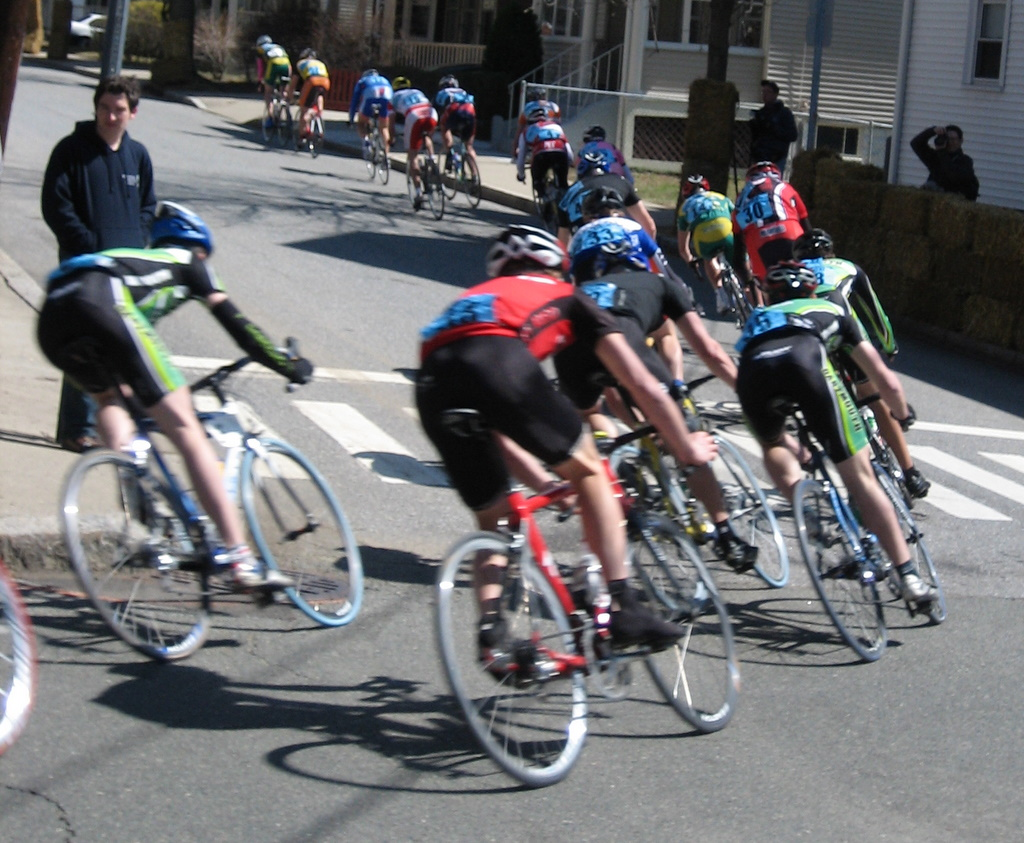
在塔夫茨大学举行的豆盅自行车古典赛绕圈赛中，大学生车手们正在下坡急转弯。

绕圈赛（英语：criterium或crit）是一项公路自行车赛，比赛在封闭的环形赛道上骑行多圈，每圈的长度可从400至10,000米不等。

## 概述
比赛长度可以通过总圈数或总时间来确定。如果确定总时间，会随着比赛的进行，而计算剩余圈数。一般来说，该比赛的持续时间（通常为一小时）比传统公路赛要短——传统公路赛可以持续数小时，有时会持续数天甚至数周，比如三大环赛。然而，平均速度和强度明显更高。第一个越过终点线的骑手获得冠军，当然，被“套圈”的不算。
比赛通常会为中间的指定圈（例如每10圈）的胜者设奖（称为primes /priːmz/，通常是现金）。通常在这些圈的前一圈会有铃声提示，告诉骑手，赢得下一圈能获奖。
要在公路绕圈赛中取胜，需要具备良好的技术——特别是在转弯时能保持路线，同时做到平稳、快速和迅捷——还要能在短距离赛道上与大部队一起安全地骑行，并具备出色的“冲刺”能力，以便对其他骑手发起进攻，及在转弯处反复地强力加速。
组织绕圈赛相对容易，不需要很大的空间，并且适合现场观众，因为观众可以多次看到骑手经过。这是美国大陆最常见的自行车比赛类型。这种比赛形式，也越来越普遍地应用于山地车赛事。
比利时佛兰德地区和荷兰都举办过许多次绕圈赛。其中最著名的是在七月底八月初举行的，就在环法自行车赛结束之后。不过，欧洲的绕圈赛大多数是以计分赛形式举行的。每五圈的第一、二、三名选手分别获得3、2、1分，最后的冲刺计分加倍。这些绕圈赛被固定安排在环法赛之后，以给本地热门车手带来好成绩，这是一项悠久的传统。这些车手在参加过环法等大型比赛后，参加这些绕圈赛可能只是为了表演。

## 装备
用于绕圈赛的赛车在几何形状上，与其它大组赛、多日赛中所使用的赛车，有着微妙但又重要的区别。环赛自行车车架的重点在于跟踪加稳定性，而针对绕圈赛的几何结构则力求稳定并与灵活性取得平衡。因此，绕圈赛车手的自行车通常会具备以下特征：
- 尽可能缩短轴距，以提高转弯能力；采用尽可能短的后下叉；略微缩短上管（如果车架尺寸较小，通常会导致前轮蹭到脚）。
- 增加前叉的头管角以减小曳距。尽管稳定性有所降低，但减小曳距使自行车操控起来更加灵活。
- 曲柄稍短（145—170毫米），通常曲柄低点略高（+10毫米），以便于在转弯时踩踏，而不至于使脚踏撞到或蹭到地面。（接受绕圈赛训练的车手，在转而使用多日赛公路车时需要知道，在转弯时曲柄低点通常离地面更低，因此在转弯处或旁边地面较高时，踩脚踏可能并不是明智的行为。）
- 空气动力学轮组。绕圈赛是高速项目，专业比赛的平均速度通常高达50 km/h（31 mph）。即使在大部队中，空气动力学也是一个重要因素。
- 车把的曲线比大多数公路车都要陡，因为车手大部分时间都在下坡。

## 分组
在英国，经常是精英组和1、2组骑手一起比赛，而3、4组骑手一起比赛；不过，某些赛事让精英组和1、2、3组一起比赛，而4组单独比赛，这也很常见。还有一些赛事被称为让步赛，它们允许精英组和1、2、3、4组骑手同场竞技，但4组先出发，其它组则根据组别按照规定的间隔出发。大多数赛事都包含女子比赛，接受所有组别的女车手参赛；但有些女子赛事仅对高组别骑手开放，而有些赛事则允许女子与3、4组的男子一起比赛。
在美国，男子的职业组、1组、2组（有时也包括3组）通常一起比赛，3 组经常是自己比赛，4、5组经常一起比赛，但有时也是分开比赛。此外，赛事还可能设置多个级别的大师组。女子比赛通常分为两组——职业、1、2（3）组和3、4组。
美国的大学生自行车赛由美国自行车协会（USAC）批准，分为A、B、C、D四组。A组相当于职业、1、2、3组，B组相当于3、4组，C组相当于4、5组，D组相当于5组。因此，大学生的绕圈赛也是照此方式组织的。
各车队的参赛人数，也会使比赛有所不同，这会决定比赛是“自由竞赛”，还是以车队为中心的。